# Villa Spada
La villa Spada est une villa du XVIIIe siècle avec un parc attenant, construite en style néoclassique, située à Bologne, via Saragozza, à l'angle de la via Casaglia. Elle s'élève dans la zone des contreforts de la ville et son parc est l'un des plus populaires de Bologne.

## Histoire
Elle a été construite au XVIIIe siècle à la demande de Jacopo Zambeccari qui en confia le projet, de style néoclassique, à l'architecte italo-suisse Giovan Battista Martinetti, qui s'occupa également du jardin à l'italienne.
La propriété est restée dans la famille Zambeccari jusqu'en 1811 et en 1820, elle a été achetée par la marquise Beaufort, mariée au prince romain Clemente Spada Veralli, qui a complété le complexe en annexant au parc la zone qui longe actuellement la via Saragozza. En [849, il devint le siège du quartier général autrichien.
Au début des années 1920, la propriété fut acquise par une branche de la famille Pisa, active à Bologne dans le domaine industriel ; pendant la Seconde Guerre mondiale, la partie centrale a subi de très graves dommages, avec une entaille d'environ 10 mètres carrés, du toit, à tous les étages inférieurs jusqu'au sous-sol ; probablement en raison d'une grosse bombe aérienne non explosée.
Dans les années 1960, la villa et le parc ont été achetés par la municipalité de Bologne et quelques années plus tard, ont également été ouverts au public, d'abord la partie du parc et le jardin et seulement quelques années plus tard également le bâtiment restauré.

## Description

### Parc

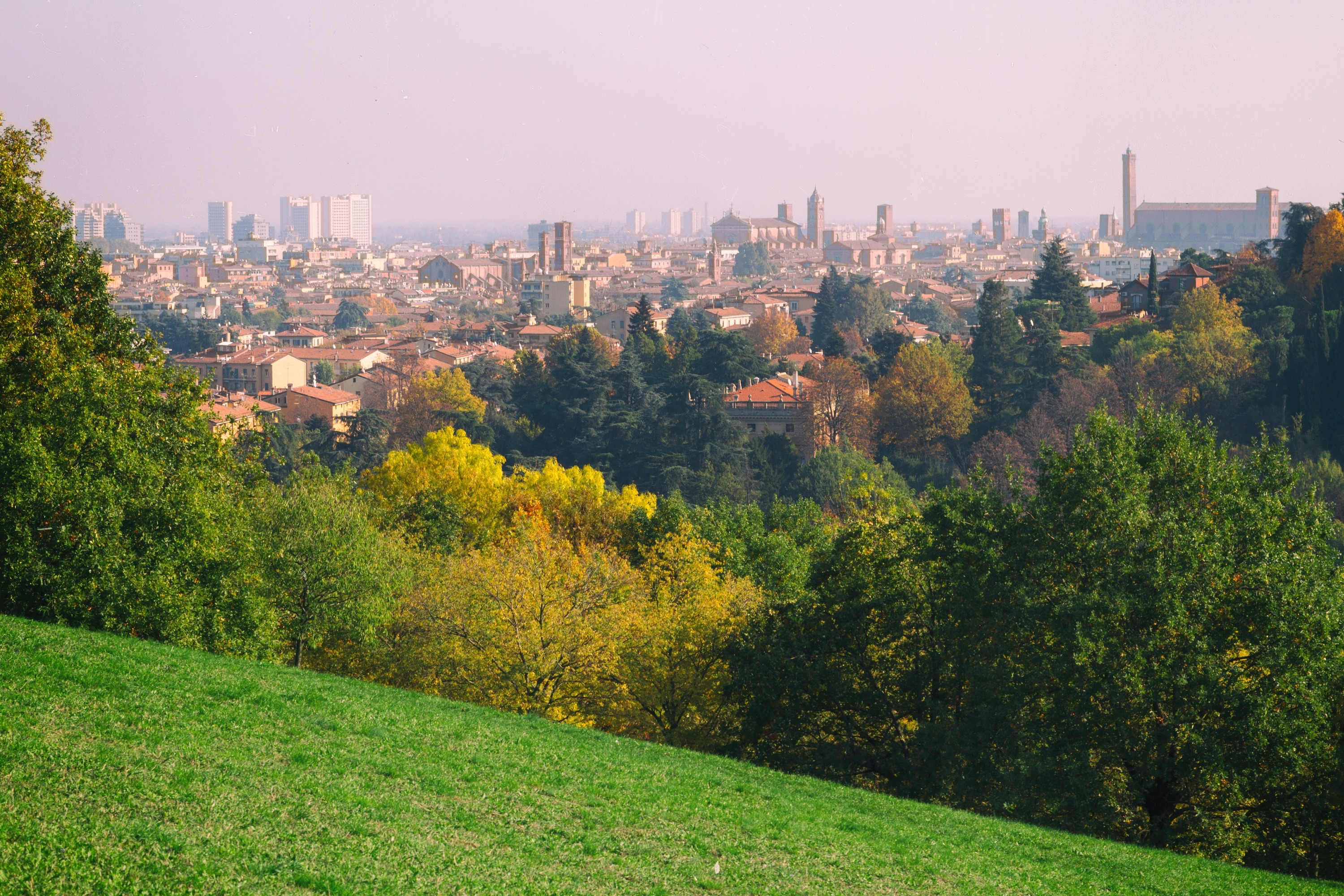
Vue de la ville depuis le parc.

La villa est entourée d'un parc, s'étendant sur six hectares, qui existait avant la construction de la villa.
À proximité se trouve le jardin à l'italienne, conçu par Martinetti lui-même, orné de statues, qui sert de lien entre la villa et le parc environnant. Dans la partie sud du jardin à l'italienne se trouve le mémorial aux 128 partisans victimes de la province de Bologne, construit en 1975.

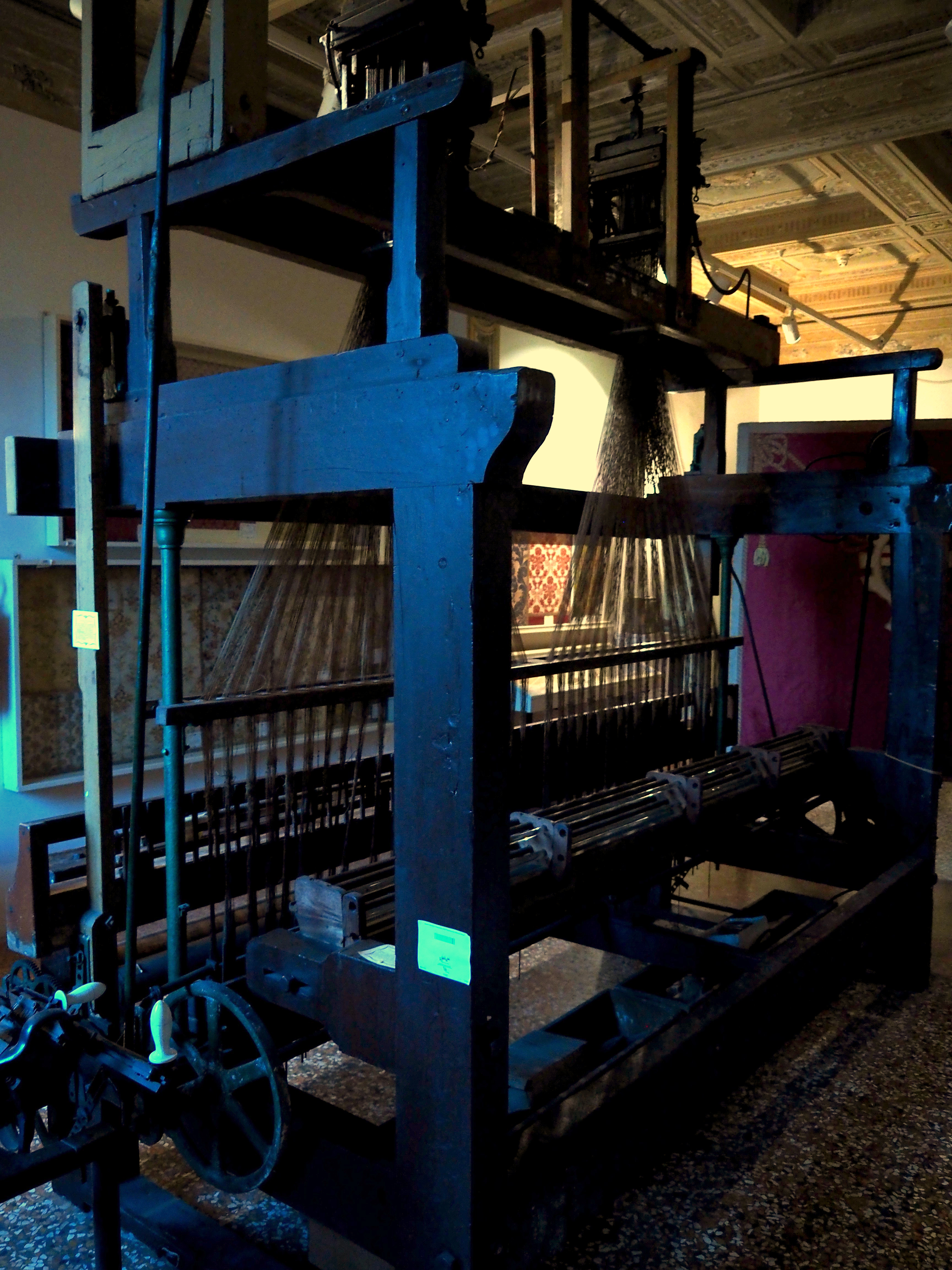
Métier à tisser au musée de la tapisserie.

En plus de l'entrée principale, située à l'intersection de la via Saragozza et de la via di Casaglia, le parc de la Villa Spada en possède une seconde accessible en continuant via di Casaglia en direction du Sanctuaire de la Madonna di San Luca : d'une colline d'environ 50 mètres de haut, elle permet de profiter d'une belle et large vue (presque à 360°) sur le centre historique de Bologne.

### Musée de la Tapisserie
Depuis 1990, la villa abrite le Musée du textile et de la tapisserie fondé par Vittorio Zironi (it) et portant son nom : Museo del Tessuto e della Tappezzeria "Vittorio Zironi".

### Bibliothèque
À l'intérieur du jardin, dans une structure en face de la villa, se trouve la bibliothèque du quartier de Porto-Saragozza du nom de l'historien local Oriano Tassinari Clò.